# V423 Близнецов
V423 Близнецов (лат. V423 Geminorum) — одиночная переменная звезда в созвездии Близнецов на расстоянии приблизительно 444 световых лет (около 136 парсек) от Солнца. Видимая звёздная величина звезды — от +11,3m до +11,21m.

## Характеристики
V423 Близнецов — жёлто-оранжевый карлик, вращающаяся переменная звезда типа BY Дракона (BY) спектрального класса K-G. Радиус — около 1,09 солнечного, светимость — около 0,651 солнечной. Эффективная температура — около 4964 К.